# Koosa (jezioro)
Koosa (est. Koosa järv) – jezioro na obszarze gminy Vara w prowincji Tartu, w Estonii. Ma powierzchnię około 283 hektarów, maksymalną głębokość 1,9 m i długość linii brzegowej 7,74 km. Pod względem powierzchni jest dziewiętnastym jeziorem w Estonii. Zdecydowana większość brzegów pokryta jest lasem. Linia brzegowa jest postrzępiona, brzegi jeziora mają charakter bagienny. Przez jezioro przepływa rzeka Kargaja, dopływ Emajõgi. Położone jest na obszarze rezerwatu Emajõe-Suursoo (Emajõe-Suursoo sookaitseala/maastikukaitseala).